# أكزيريس قوقازي
أكزيريس قوقازي (الاسم العلمي:Axyris caucasica) هو نوع من النباتات يتبع جنس الأكزيريس من الفصيلة القطيفية.